# Petrônio
Petrónio (português europeu) ou Petrônio (português brasileiro) (em latim: Petronius) foi um escritor romano, mestre na prosa da literatura latina, satirista notável, autor de Satíricon. Não existem provas seguras acerca da identidade de Petrônio, mas acredita-se que se trate de Tito Petrônio Árbitro (Titus Petronius Arbiter), distinto frequentador da corte do imperador Nero. Seu prenome também aparece como sendo Caio em algumas fontes. Provavelmente era filho de Públio Petrônio, cônsul sufecto em 19 e governador da Síria entre 37 e 42.
Ele não deve ser confundido com Públio Petrônio Níger, cônsul sufecto em 62, como já foi muitas vezes no passado.

## Vida
Nascido de uma família aristocrática e abastada, mostrou toda sua competência política ao ocupar os cargos de governador e depois o de cônsul da Bitínia, na atual Turquia. Depois ocupou o cargo de conselheiro de Nero, sendo nomeado arbiter elegantiae (árbitro da elegância), em 63. Dois anos mais tarde, acusado de participar na conspiração contra o imperador e caindo em desfavor, acabou com sua estranha vida, uma mistura de atividade e de libertinagem, no ano de 66 d.C., cometendo um lento e relaxado suicídio, abrindo e fechando as veias, enquanto discursava sobre temas joviais, mandando para Nero um documento no qual detalhava seus abomináveis passatempos, sendo que destruiu os demais documentos que pudessem cair nas mãos de Nero.
Sobre ele, na famosa obra Anais, o historiador Tácito traçou uma imagem viva, que vale a pena ser lembrada e transcrita.
Petrônio consagrava o dia ao sono, e a noite aos deveres e aos prazeres. Se outros chegam à fama pelo trabalho, ele adquiriu-a pela sua vida descuidada. Não tinha a reputação de dissoluto ou de pródigo, como a maioria dos dissipadores, mas a de um voluptuoso refinado em sua arte. A própria incúria, o abandono que se notava nas suas ações e nas suas palavras, davam-lhe um ar de simplicidade, emprestando-lhe um valor novo. Contudo, procônsul na Bitinia e depois cônsul, deu prova de vigor e de capacidade. Voltando aos seus vícios ou à imitação calculada dos vícios, foi admitido entre os poucos íntimos de Nero e tornou-se na corte o árbitro do bom gosto: nada mais delicado, nada mais agradável do que aquilo que o sufrágio de Petrônio recomendava ao príncipe, sempre embaraçado na escolha.
Nasceu daí a inveja de Tigelino, o prefeito do pretório e poderoso conselheiro de Nero, que receava um concorrente mais hábil do que ele na ciência da volúpia. Conhecendo a crueldade do imperador, sua qualidade dominante, insinuou que Petrônio era amigo do conjurado Flávio Scevino; em seguida comprou um delator entre os escravos do acusado, sendo-lhe vedada qualquer defesa e mandando prender membros da sua família. O imperador encontrava-se então na Campânia e Petrônio tinha-o acompanhado até Cumes, onde recebeu ordem de ficar. Ele, sabendo que o seu destino já estava marcado, repeliu tanto o temor quanto a esperança, mas não quis se afastar bruscamente da vida. Abriu as veias, fechou-as depois, abrindo-as novamente ao sabor da sua fantasia, falando aos amigos e ouvindo por sua vez, mas nada havia de grave nas suas palavras, nenhuma ostentação de coragem; não quis ouvir reflexões sobre a imortalidade da alma, nem sobre as máximas dos filósofos: pediu que lhe lessem somente versos zombeteiros e poesias ligeiras. Recompensou alguns escravos e mandou castigar outros; chegou a passear, entregou-se ao sono a fim de que sua morte, ainda que provocada, parecesse natural. Não adulou no seu testamento Nero ou Tigelino ou qualquer outro poderoso do dia, como fazia a maioria dos que pereciam. Mas, em nome de jovens impudicos ou de mulheres perdidas, narrou as davassidões do príncipe e os seus refinamentos; mandou o escrito a Nero, fechado, imprimindo-lhe o sinete de seu anel, que destruiu a fim de que não fizesse vítimas mais tarde.”
Era esse o ambiente da corte de Nero. Porém havia nela um personagem desse mundo cheio de contrastes – Petrônio. A maioria de seus críticos admite que foi ele o “arbiter elegantiarum” da época, o autor do “Satiricon”. E entre os muitos estudiosos interessados no assunto houve inclusive opiniões divergentes, mas o parecer mais acertado parece ter sido o do estudioso italiano Marchesi: “Petrônio, nos últimos momentos da vida, teria acrescentado alguma página ao seu romance, enviando-a ao imperador, feroz e desequilibrado, como presente de uma vítima aristocrática e refinada. O filósofo Sêneca enviou alguma página de moral; Petrônio, a pintura e a descrição daquele mundo terrivelmente corrupto”. O Satiricon não nos chegou íntegro e sim fragmentário. Mesmo assim, o que ficou do mesmo basta para considerar as páginas de Petrônio como um monumento literário de incomparável beleza artística e de inestimável valor para a reconstrução da vida particular da antiga Roma.

## Obra
Sua única obra remanescente, O Satíricon, uma história mundana de entretenimento, nada fala diretamente sobre a vida do autor.
De Petrônio sobraram os livros XV e XVI de um longo romance, chamado de “Saturae” e que, sob o nome de “Satyricon” parodia os romances gregos, sentimentais e sensacionais, que estavam na moda. Em vez de heróis em extraordinárias aventuras, temos os feitos pouco recomendáveis de três jovens patifes: Encolpius, que conta a história, Asciltos e Giton. Mas, o mais conhecido episódio, que é também o menos censurável, é o famoso “Jantar de Trimalchão”, uma festa elaborada na mansão de um rico cidadão, um típico “self-made man”. O estilo varia entre uma retórica pretensiosa e uma gíria das mais vulgares. Mas, apesar de todas as críticas, em razão da língua, do humor e do realismo, o Satiricon é uma das mais notáveis obras da literatura latina.
(Guido Definetti)